# Omniscom
Omniscom S.p.A. è stata una società operativa nel settore della grande distribuzione avente sede a Bolzano. È stata venduta dalla famiglia Tosolini a fine 2008 ad ASPIAG, appartenente al gruppo Despar e Seven-Poli, appartenente al gruppo Agorà Network.

## Azienda
Omniscom, nata nel 1960, gestiva vari marchi della grande distribuzione tra cui Iperfamila', Famila e Super A&O in Alto Adige ed è stata affiliata al gruppo Selex. Insieme ad Aspiag con l'insegna Despar, Omniscom è stato il gruppo della grande distribuzione più diffuso a Bolzano e provincia. Il più grande punto vendita era l'ipermercato Famila di Bolzano (3.000 m2 di superficie coperta, di cui 2.500 m2 di vendita), ora passato al gruppo Poli. L'azienda operava anche nel settore non alimentare con un grande magazzino ad insegna Omnis. È stata la prima azienda italiana ad aprire un negozio ad insegna Famila, nel 1984.